# Perchlorat-Depletions-Test
Der Perchlorat-Depletions-Test ist ein nuklearmedizinisches Verfahren zum Nachweis eines Pendred-Syndroms, einer seltenen Schallempfindungsschwerhörigkeit, und anderer Iodverwertungsstörungen.
Beim Gesunden erfolgt nach der Aufnahme von Iod in die Schilddrüse dort die Oxidation mit Hilfe des Enzyms Thyreoperoxidase. Da beim Pendred-Syndrom dieses Enzym fehlt, liegt Iodid in der Schilddrüse in anorganischer und frei diffusibler Form vor. Durch die Gabe von Natriumperchlorat kann dieses Iod kompetitiv verdrängt werden („Depletion“).
Der Perchlorat-Depletions-Test nutzt diesen Zusammenhang. Es wird mittels einer Gammakamera die Aktivität über der Schilddrüse bestimmt, nachdem zunächst radioaktives 123Iod (wegen der deutlich längeren Halbwertszeit und der freigesetzten Betastrahlung und der damit verbundenen höheren Strahlenexposition wird 131Iod nicht mehr verwendet) und einige Zeit später Perchlorat gegeben wird. Während beim Gesunden die Radioaktivität in der Schilddrüse verbleibt, kommt es bei Patienten mit Pendred-Syndrom oder einer anderen Iodverwertungsstörung zu einem raschen Abfall der Aktivität.